# Guns and Lipstick

Guns and Lipstick est un film américain de Jenö Hodi sorti en 1995.

## Fiche technique
- Réalisation : Jenö Hodi
- Date de sortie : 1995
- Durée : 96 minutes

## Distribution
- Sally Kirkland : Danielle Roberts
- Evan Lurie : Andy Harris
- Jorge Rivero
- James Hong
- Hank Garrett
- Maggie Wagner
- Paul Benedict
- Joe Estevez
- Sonny Landham
- Tom Hallick